# Sainte-Colombe, Yonne
Sainte-Colombe är en kommun i departementet Yonne i regionen Bourgogne-Franche-Comté i norra Frankrike. Kommunen ligger i kantonen L'Isle-sur-Serein som tillhör arrondissementet Avallon. År 2022 hade Sainte-Colombe 185 invånare.

## Befolkningsutveckling
Antalet invånare i kommunen Sainte-Colombe
| Referens: INSEE |